# Puls Polski
Puls Polski – codzienny telewizyjny magazyn reporterski o tematyce społecznej emitowany na antenie TVP Info od 1 września 2013 do 30 czerwca 2017. Został zastąpiony przez program W akcji.

## Formuła programu
W każdym odcinku programu przedstawiane było kilka 4-8 minutowych materiałów reporterskich dotyczących różnorodnych tematów społecznych. Materiały były realizowane przez dziennikarzy z ośrodków terenowych TVP. W ostatnim okresie magazyn trwał 20 minut (wcześniej nawet - 45 minut lub 2 wydania po 3 reportaże dziennie). Od 2016 roku w każdą niedzielę przedstawiano historie osób niepełnosprawnych, którym udało się przekroczyć swoje ograniczenia i bariery. Od marca 2017 w każdy wtorek nadawano Puls Polski Extra - wydanie programu poświęcone trudniejszym zagadnieniom (m.in. sprawom kryminalnym czy korupcyjnym). 

## Historia
Program można było obejrzeć codziennie o 16:30, od poniedziałku do piątku o 19:30 oraz w sobotę i niedzielę o 21:15. Dodatkowo w weekendy nadawano "Puls Polski Extra". Każde wydanie trwało około 25 minut. Ponadto od grudnia 2013 od poniedziałku do piątku o 18:35 emitowano krótke ok. 5 minutowe wydania programu.
Na początku 2014 wydłużono wydania o 16:30 z 25 minut do około 40 minut. Od tamtego czasu wydania magazynu o 21:15 były nadawane w poniedziałek, wtorek i czwartek. W marcu zrezygnowano również z wydań programu o 19:30.
W październiku 2014 zmieniono czołówkę i miejsce prowadzenia programu, wydanie o 16:30 zostało skrócone do 25 minut. Program nadawano także o 21:15 (poniedziałek, wtorek, czwartek) i 17:30 (sobota, niedziela). Od stycznia 2016 program był emitowany dodatkowo w środę i piątek o 21:15.
Od 1 kwietnia 2016 z powodu emisji programu W tyle wizji zaprzestano emitowania programu o 21:15. W połowie kwietnia 2016 weekendowy Puls Polski o 17:30 zastąpiono programami Studio Wschód (w sobotę) i Extra świat (w niedzielę).
Od czerwca 2016 Puls Polski emitowany był także w sobotę o 21:15 z powodu wakacyjnej przerwy w emisji programu Studio Polska. Od września 2016 program był emitowany także codziennie o 21:30.
Na początku 2017 wydania Pulsu Polski o 21:30 przestały być emitowane z powodu zamiany miejscami godzin emisji programów Panorama Info i Info Wieczór. W czerwcu 2017 Puls Polski emitowany był od poniedziałku do piątku o 23:35.

## Prowadzący
- Klaudia Carlos[2] – od września 2013 do czerwca 2017
- Jacek Cholewiński[3] – od września 2013 do czerwca 2017
- Konrad Krakowiak[4] – od września 2013 do września 2014 oraz od stycznia 2016 do czerwca 2017
- Adam Kuklewicz – od grudnia 2016 do maja 2017

- Piotr Maślak[5] – od października 2014 do grudnia 2015
- Ewa Tułacz – od października 2016 do grudnia 2016
- Dorota Grabowska – od września 2016 do czerwca 2017

## Czołówki
| Czas obowiązywania                    | Opis czołówki |
| ------------------------------------- | --- |
| 1 września 2013 - 30 września 2014    | Na początku ciemnoczerwona mapa Polski, którą przecina jasnoczerwona linia pulsu. Później na środku i po prawej stronie ekranu pojawiają się różne zdjęcia. Pod koniec wszystko zostaje zakryte przez jasnoszare sześciany, na których widnieje ciemnoszary napis PULS i czerwony napis POLSKI.                                                                                     |
| 1 października 2014 - 30 czerwca 2017 | Zdjęcia i nagrania rozmieszczone na mapie polski. Duże miasta są zaznaczone czerwonym kolorem, a na ekranie przez cały czas pokazują się białe, półprzezroczyste linie pulsu. Pod koniec następuje oddalenie i pokazanie całej mapy Polski i pojawienie się tytułu programu w tej samej kolorystyce, lecz jest on umieszczony na dwóch prostokątach: przezroczystym i biało-szarym. |